# Footprint

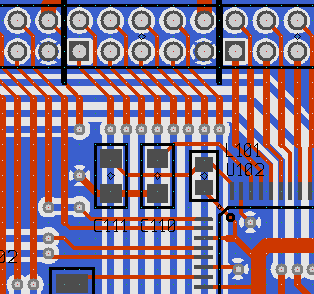
Alcuni footprint (quelli delimitati da bordi neri)

Con il termine footprint si definisce l'impronta di un componente elettronico sul circuito stampato (PCB). Il componente dal punto di vista meccanico può avere varie caratteristiche tra le quali una parte elettrica che viene saldata al circuito stampato, composta da piazzole (pin) di varia forma e dimensione. Possono essere anche presenti altri elementi, quali perni di centraggio, viti, ecc. Tutte queste caratteristiche devono essere prese in considerazione in fase di progettazione del PCB.
Per ogni componente deve essere definito un layout geometrico che rappresenta il punto di contatto del componente con il PCB sottostante, per analogia appunto all'impronta di un piede sulla sabbia. 
Nello schema elettrico di ogni circuito vengono definiti i collegamenti elettrici tra i pin dei vari componenti e viene generata una netlist che riepiloga tutte le interconnessioni. Il programma di sbroglio circuitale del PCB può importare tale netlist e assegnare automaticamente le connessioni ad ogni pin di ciascun footprint dei componenti posizionati.

## Elementi
Il footprint è quindi l'insieme di vari elementi:
- Profilo geometrico dei pin per le interconnessioni elettriche tra componente e piste del PCB;
- Serigrafia del perimetro del componente, con eventuale rappresentazione schematica di alcuni elementi caratteristici che lo identificano;
- Profilo dei fori per viti o perni;
- Campo testo predisposto per il riferimento del componente in fase di completamento del PCB;
- Indicazioni testuali particolari.

## Realizzazione
Nella maggior parte dei casi il footprint viene disegnato a partire dal disegno meccanico dei package standard dei componenti elettronici (es. DIP, SO, QFP, LQFP, BGA, ecc.).